# Павлова, Любовь Алексеевна
Любо́вь Алексе́евна Па́влова (род. 14 июля 1959; с. Победа Карабалыкского района Кустанайской области, Казахстан) — российский государственный и политический деятель. Уполномоченный по правам человека в Еврейской автономной области с 2021 года.

## Биография
Родилась 14 июля 1959 года в селе Победа Карабалыкского района Кустанайской области Казахстанской ССР. В 1981 году окончила Кустанайский педагогический институт по специальности «Учитель физики».
Трудовую деятельность начала в 1981 году учителем физики Ленинградской средней школы Урицкого района Кустанайской области. В Еврейскую автономную область на постоянное место жительства переехала в 1983 году. С 1983 по 1987 год работала учителем в основной общеобразовательной школе с. Кирга Биробиджанского района. С 1987 по 1997 год — учитель, с 1997 по 1998 год — завуч основной общеобразовательной школы села Птичник Биробиджанского района. С 1998 года по сентябрь 2016 года — директор средней (до 2007 года — основной) общеобразовательной школы с. Птичник Биробиджанского района.
С 1999 по 2006 год — депутат Собрания депутатов муниципального образования «Биробиджанский муниципальный район» I и II созывов. 
С 2006 по 2016 год — депутат Законодательного Собрания Еврейской автономной области IV и V созывов.
С 2016 по 2021 год — председатель Законодательного Собрания Еврейской автономной области. С 2017 по 2021 год — руководитель фракции «Единая Россия» в Законодательном Собрании Еврейской автономной области.
С 8 декабря 2021 года — Уполномоченный по правам человека в Еврейской автономной области.
Замужем, имеет двоих детей.

## Законотворческая деятельность
С 2016 по 2019 год, в период исполнения полномочий председателя Законодательного Собрании Еврейской автономной области, была автором и соавтором 128 законодательных инициатив и поправок к проектам законов области.

## Награды
- Отличник народного просвещения (1996).
- Благодарность Министерства образования Российской Федерации (2003).
- Почётная грамота Совета Федерации Федерального Собрания Российской Федерации (2009)[8].
- Почётный работник общего образования Российской Федерации (2011).
- Благодарственное письмо Президента Российской Федерации (2018).
- Благодарность Председателя Совета Федерации Федерального Собрания Российской Федерации (2019).